# Marigordiella parviginella
Marigordiella parviginella là một loài ốc biển, là động vật thân mềm chân bụng sống ở biển thuộc họ Marginellidae, họ ốc mép.